# Radisson (stanice metra v Montréalu)
Radisson je jedna z 27 stanic zelené linky montrealského metra (Angrignon – Honoré-Beaugrand), jejíž celková délka je 22,1 km. Ve směru z jihu na sever je tato stanice v pořadí dvacátá šestá, v opačném směru druhá. Stanice se nachází v hloubce 17,4 m. Její vzdálenost od předchozí stanice Langelier je 621,79 metrů, od následující Honoré-Beaugrand 716,99 metrů.

## Historie
Stanice Radisson byla otevřena 6. června 1976. Navrhli ji architekti Papineau, Gérin-Lajoie, Le Blanc a Edwards.
Z hlediska historie stavby linky se tato stanice nachází v druhé nejmladší (a zároveň nejsevernější) části linky, otevřené v roce 1976. Jde o celkem 9 stanic mezi Préfontaine a Honoré-Beaugrand.
Nejstarší (střední) část linky, která zahrnuje celkem 10 stanic (od stanice Atwater až po Frontenac), nachází se zhruba uprostřed zelené linky a byla zprovozněna v roce 1966.
Stanice v jižním úseku Angrignon až Lionel-Groulx tvoří služebně nejmladší část zelené linky montrealského metra, která byla otevřena v roce 1978.